# Пониква-при-Жалцу
Пониква-при-Жалцу (словен. Ponikva pri Žalcu) — поселення в общині Жалець, Савинський регіон, Словенія.
Висота над рівнем моря: 418,5 м.